# Bortolo Sacchi
Bartolomeo Sacchi detto anche Bortolo (Venezia, 1892 – Bassano del Grappa, 1978) è stato un pittore italiano, tra i maggiori esponenti della corrente pittorica del realismo magico.

## Biografia
Inizia l'attività di pittore nel 1906 frequentando l'atelier di Francesco Sartorelli. A questo primo periodo si riconducono i primi lavori, di gusto impressionistico e rappresentanti paesaggi, canali, case e campi veneziani.
Formatosi poi all'Accademia di Belle Arti di Monaco sotto la guida di Hugo Habermann, lavora sia come pittore sia come ceramista e, tornato a Venezia nel 1913, entra a far parte dei cosiddetti "Ribelli di Ca' Pesaro" fornendo un importante contributo alla mostra degli artisti Rifiutati alla Biennale, assieme a grandi nomi quali Gino Rossi, Arturo Martini e Guido Cadorin.
In particolare, nel 1919 partecipa ad una prima vera mostra presso la Galleria Geri Boralevi di San Marco a Venezia, esponendo l'opera intitolata Ritratto, un omaggio a Gauguin le cui opere aveva potuto conoscere alla III Secessione romana del 1915.
Nel 1920 esordisce alla Biennale di Venezia, esponendo Autoritratto e Le ortiche, opere che già lasciano intuire i segni di una ricerca personale, improntata ad una dimensione metafisica e fantastica, partorita grazie ai pittori della sua epoca ma anche merito dello studio degli antichi Maestri Veneziani, quali Giovanni Bellini e Vittore Carpaccio.
Nell'arco della sua produzione Bortolo Sacchi ha trattato tutti i generi della pittura tradizionale: dal ritratto, al paesaggio, alla natura morta. Quanto alla ritrattistica, Sacchi non descrive più di tanto l'ambiente che attornia l'effigiato – se non per quanto riguarda qualche particolare quale un cuscino o un vaso – bensì preferisce fissare il personaggio a perenne memoria, in una atmosfera spazio-temporale immortale e fuori dal tempo.
I paesaggi, prevalentemente veneziani e bassanesi, sono rappresentati quasi sempre con una nota onirica o inquieta, arricchiti di particolari spesso grotteschi, come nel dipinto intitolato Davanti al ponte o ne Il coro, in cui compaiono i tipici mascheroni presenti sui ponti o sugli edifici veneziani.
Muore a Bassano del Grappa nel 1978.
Nel 2000 il Museo Civico di Bassano del Grappa gli dedica una grande retrospettiva intitolata Bortolo Sacchi 1892 – 1978: disegni dipinti, ceramiche, a cura di Mario Guderzo.